# Hubert H. Bancroft Ranch House
Het Hubert H. Bancroft Ranch House, ook bekend als het Bancroft Ranch House Museum, is een historische woning in Spring Valley in San Diego County, in het zuiden van de Amerikaanse staat Californië. Er is ook een bron op het domein, waaraan Spring Valley zijn naam dankt.
Het is het eerste Anglo-Amerikaanse bouwwerk in Spring Valley en werd in 1856 gebouwd door Augustus S. Ensworth, die hout van een scheepswrak uit de Baai van San Diego gebruikte. Bij Ensworths dood in 1865 werd het eigendom verkocht aan Rufus King Porter, de zoon van de oprichter van Scientific American. Porter breidde het adobe huis uit met een keuken, eetkamer en twee slaapkamers. In 1885 verkocht hij het domein aan Hubert Howe Bancroft, een geschiedkundige gespecialiseerd in de geschiedenis van het Amerikaanse westen. Hij leefde er tot zijn dood in 1918 en schreef er aan verschillende van zijn boeken. Bancroft kocht aanpalende gronden aan en breidde zijn ranch, die hij "Helix Farm" noemde, zo uit tot 208 hectare. 
Het huis is nu een klein museum en een opslagruimte voor voorwerpen uit de geschiedenis van Spring Valley. In 1958 werd het aangewezen als California Historical Landmark en in 1962 als National Historic Landmark.